# إسقاط (فلم)
إسقاط (الإنجليزية: Drop) هو فيلم إثارة صَدَرَ في 11 أبريل 2025، في الولايات المتحدة، وكندا، وإسبانيا، وفنلندا، والمملكة المتحدة، وجمهورية أيرلندا، والهند، والنرويج، والسويد، وتركيا، وتايوان، وفيتنام. الفيلم تولّت يونيفرسال بيكشرز توزيعه، وهو من إخراج كريستوفر لاندون.

## طاقم التمثيل
- ميغان فاهي
  - فيوليت بين
  - براندون سكلينار
  - إيد ويكس

## الاستقبال

### الميزانية والإيرادات
بلغت ميزانيّة الفيلم 11,000,000 دولار أمريكي.

## وصلات خارجية
- مقالات تستعمل روابط فنية بلا صلة مع ويكي بيانات